# Fulgencio Afán de Ribera
 (fl. XVIII secolo) è stato uno scrittore spagnolo vissuto nel diciottesimo secolo.

## Biografia
Probabilmente sotto il nome di Fulgencio Afán de Ribera si potrebbe celare il Padre Isla

## Opere
- 1729 – Virtud al uso y mística a la moda. Destierro de la Hypocrisia, en frasse de exortación a ella. Embolismo moral, en el que se epactan las afirmativas proposiciones en negativas; y las negaciones en afirmativas